# Balc (okręg Bihor)
Balc (węg. Bályok) – wieś w Rumunii, w okręgu Bihor, w gminie Balc. W 2011 roku liczyła 1339
mieszkańców.